# Picripleuroxus denticulatus
Picripleuroxus denticulatus är en kräftdjursart som först beskrevs av Birge 1879.  Picripleuroxus denticulatus ingår i släktet Picripleuroxus och familjen Chydoridae. Inga underarter finns listade i Catalogue of Life.